# Lodowiec Sfinksa
Lodowiec Sfinksa (ang. Sphinx Glacier) – lodowiec na Wyspie Króla Jerzego, na zachód od Zatoki Admiralicji, między szczytami: Sphinx Hill (od którego pochodzi jego nazwa), Iglica Czajkowskiego, Krzemień i Zamek. U nasady łączy się z Kopułą Warszawy, na południu ograniczony jest Moreną Błaszyka. Na jego zachodniej krawędzi rozpoczyna bieg Potok Foczy. Lodowiec znajduje się na terenie Szczególnie Chronionego Obszaru Antarktyki "Zachodni brzeg Zatoki Admiralicji" (ASPA 128).